# Framåt
Framåt var en tidskrift som gavs ut mellan åren 1886 och 1889 med Alma Åkermark som ansvarig utgivare och redaktör. Första året gavs den ut av Göteborgs Kvinnoförening, mellan åren 1887 och 1888 av "Göteborgs kvinnliga diskussionsförening" och 1889 av den numera gifta Alma Breinholm-Åkermark tillsammans med sin man Albert Breinholm. Tidskriftens ledord var: Döm ingen ohörd, Genom skäl och motskäl bildas öfvertygelser. och Fri talan. Skribenter som Ellen Key, Herman Bang, Viktor Rydberg, Victoria Benedictsson, Georg Brandes och Ola Hansson deltog i tidskriften som var ett obundet diskussionsforum för ny litteratur och samhällsfrågor, främst med inriktning på kvinnofrågor, sexualpolitik, arbetar- och fredsfrågor, vegetarianism och yttrandefrihet.